# Malapterurus barbatus
Malapterurus barbatus és una espècie de peix de la família dels malapterúrids i de l'ordre dels siluriformes.

## Morfologia
- Els mascles poden assolir 21,5 cm de llargària total.
- Nombre de vèrtebres: 38-41.[4]

## Distribució geogràfica
Es troba a Àfrica: des del riu Kolente (Sierra Leone i Guinea) fins al riu Borlor (Libèria).